# 圣家堂 (库斯科)

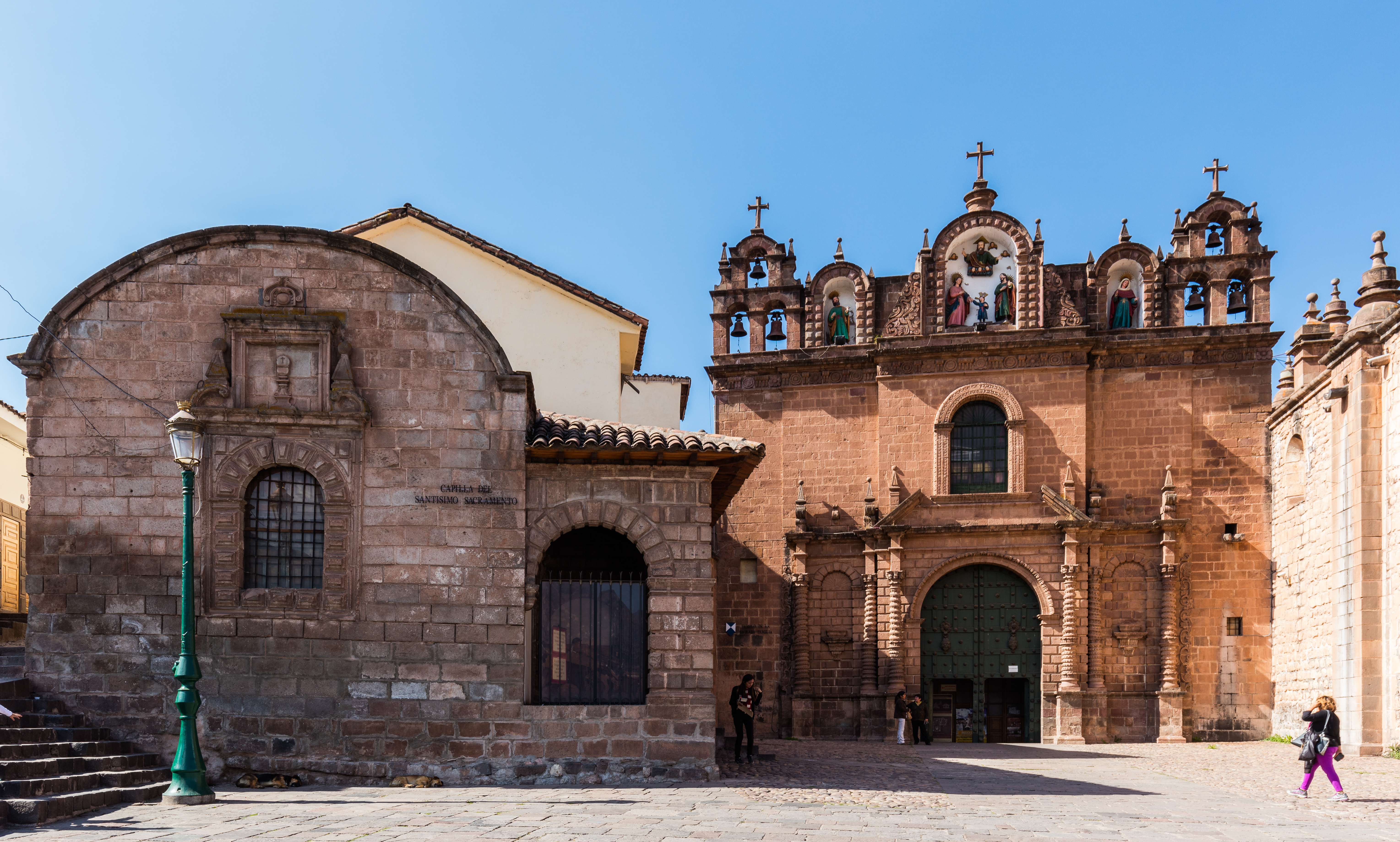
View of all the facade

圣家堂（Templo de la Sagrada Familia）又名耶稣玛丽亚若瑟堂（Iglesia de Jesús, María y José）是一座文艺复兴教堂，位于秘鲁库斯科大区库斯科。该建筑由弗朗西斯科·贝塞拉设计。

## 历史
1723年9月13日，圣家堂开始动工，由建筑师弗朗西斯科·贝塞拉设计。建筑师去世后，于1733年重新开始，完成于1735年9月3日。
1996年，在天主教库斯科总教区和欧盟支持下， 该堂修复，此时已关闭约30年。